# جيرولامو كاردانو

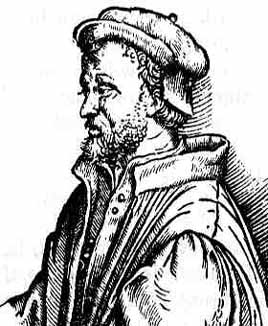
جيرولامو كاردانو

جيرولامو كاردانو (بالإيطالية: Gerolamo Cardano)‏ (بالفرنسية: Jérôme Cardan)‏ (باللاتينية: Hieronymus Cardanus) (24 سبتمبر 1501 - 21 سبتمبر 1576) رياضياتي إيطالي من عصر النهضة و طبيب ومنجم و مقامر. حاليا، يذكر كاردانو اساسا بفضل أعماله في الجبر. كاردانو هو أول من نشر طريقة حل المعادلات الحدودية من الدرجة الثالثة والرابعة. لا يعود إليه الفضل في حل هذين النوعين من المعادلات، ولكنه أول من أبدع إمكانية وجود أعداد تخيلية مربعاتها أعداد سالبة.
كان موسوعيًا إيطاليًا، لديه اهتمامات ومهارات تراوحت بين كونه عالم رياضيات، طبيبًا، عالم بيولوجيا، عالم كيمياء، عالم فلك، مُنجم، فيلسوف، كاتب، ومُقامر. كان واحدًا من أكثر علماء الرياضيات تأثيرًا في عصر النهضة، وكان أحد الشخصيات الرئيسية في تأسيس الاحتمالية ومن أوائل من قدَّموا المعامل الثنائي والنظرية ذات الحدين إلى العالم الغربي. كتب أكثر من 200 عمل عن العلم.
اخترع كاردانو جزئيًا ووَصف عدة أجهزة ميكانيكية من ضمنها القفل التوافقي، وذات المحورين التي تتألف من ثلاث حلقاتٍ أحادية المركز تسمح لبوصلة مدعومة أو مدوار بالدوران بحرية، وعمود التدوير مع مفاصل عامة، مما يسمح بنقل الحركة الدورانية بزوايا متعددة ويستعمل في المركبات إلى يومنا هذا. له إسهامات كبيرة في لدويري التحتي، ونشر كتاب النِّسب عام 1570. سُمِّيت الدوائر الناتجة من هذه الدويرات التحتية لاحقًا باسم دوائر ماردانو أو الدوائر الكاردانية واستُعملت لبناء أول آلة طباعة ذات سرعة عالية.
يُعرف اليوم لإنجازاته في علم الجبر. قام بأول استخدام منهجي للأرقام السالبة في أوروبا، ونشر حلول رياضاتيين آخرين للمعادلات من الدرجة الثالثة والرابعة، مع ذكره إياهم، واعترف بوجود الأعداد التخيلية.

## النشأة والتعليم
وُلد في بافيا، لومباردي، كطفل غير شرعي لفازيو كاردانو، وهو محامٍ، فقيه موهوب في الرياضيات، وصديق شخصي مقرب إلى ليوناردو دافينشي. كتب كاردانو في سيرته الذاتية أن والدته كيارا ميشيري كانت قد أخذت «عدة أدوية للإجهاض» لكي تُنهي الحمل، وقال أيضا: «أخذت بطرق عنيفة من والدتي، وكنت على وشك أن أموت.» كانت في المخاض لمدة ثلاثة أيام. وأجبرت والدته على الانتقال من ميلان إلى بافيا قبل ولادته بفترة قصيرة لتهرب من وباء الطاعون؛ توفي أطفالها الثلاثة الآخرون بسبب المرض.
دخل كاردانو عام 1520 إلى جامعة بافيا ضد رغبة والده، الذي أراد لابنه أن يدرس القانون بعد طفولة كئيبة، مع أمراض مُتكررة، من ضمنها الضعف الجنسي، والتربية الخشنة بواسطة والده المتغطرس، ولكن جيرولامو شعر بانجذاب أكبر للفلسفة والعلم. خلال الحرب الإيطالية في الأعوام 1521-1526، أُجبرت السلطات في جامعة بافاريا على أن تُغلق الجامعة عام 1524. أكمل كاردانو دراساته في جامعة بادوا، حيث تخرج بشهادة الدكتوراه في الطب عام 1525. لم يُكسِبه أسلوبه غريب الأطوار والمُجابهي العديد من الأصدقاء وعانى في البحث عن عمل بعد إنهاء دراساته. قدَّم كاردانو بصورة مُتكررة عام 1525 على كلية الأطباء في ميلان، ولكنه لم يُقبل بسبب سمعته العنيفة وولادته غير المشروعة. مع ذلك، فقد كان يُستشار من قبل العديد من أعضاء كلية الأطباء، بسبب ذكائه الذي كان لا يقبل الجدل.

## عمله المُبكر كطبيب
أراد كاردانو ممارسة الطب في مدينة كبيرة وغنية مثل ميلان، ولكنه لم يُمنح رخصة ممارسة المهنة، فاستقر في بلدة ساكولونغو، حيث مارس الطب من دون رخصة. تزوج هناك من لوسيا بانديريني عام 1531. كان لديهم ثلاثة أطفال قبل وفاتها عام 1546، وهم جيوفاني باتيستا (1534)، كيارا (1537) وألدو أوربانو (1543). كتب كاردانو لاحقًا أنها هذه كانت أسعد أيام حياته.
حصل كاردانو على منصب تعليمي في مجال الرياضيات في ميلان، بمساعدة بعض من النُبلاء. بعد حصوله على رخصته الطبية أخيرًا، مارس الرياضيات والطب في نفس الوقت، وعالج بعض المرضى من الأشخاص المُتنفذين في هذه العملية. أصبح بسبب هذا واحدًا من أكثر الأطباء المرغوبين في ميلان. واستطاع في عام 1536 ترك منصبه في التدريس، بالرغم من أنه كان لا يزال مهتمًا بالرياضيات. وصلت شهرته في المجال الطبي إلى درجة أن الطبقة الأرستقراطية حاولت إبعاده من ميلان. كتب كاردانو لاحقًا أنه رفض عروضًا من ملوك الدنمارك وفرنسا، وملكة اسكتلندا.

## الرياضيات
كان كاردانو أول رياضي يستخدم الأرقام السالبة منهجيًا. نشر الحل للمعادلة المكعبة مع نسبه إلى سكيبيون ديل فيرو وحل طالبه لودوفيكو فيراري للمعادلة الرباعية في كتابه لعام 1545 آرس ماجنا. أُرسل إليه حل إحدى حالات المعادلة من الدرجة الثانية {\displaystyle ax^{3}+bx+c=0}، في عام 1539 من قبل نيكولو فونتانا تارتاليا (الذي ادعى لاحقًا أن كاردانو كان قد أقسم بعدم الكشف عنه، وأدخَل كاردانو في خلاف لعقد من الزمن) في شكل قصيدة، ولكن حل فييرو سبق فونتانا. في توضيحه، اعترف بوجود ما يُسمى الأرقام التخيلية، بالرغم من عدم فهمه لأولوياتها، والتي وُصفت لأول مرة من قبل المعاصر الإيطالي رافايل بومبيلي. قدَّم في كتاب نحن بحاجة إلى أبعاد جديدة المعاملات الثنائية والنظرية ذات الحدين.
كان من الملحوظ أن كاردانو لا يملك الكثير من النقود وكان قادرًا على التسديد لكونه مقامرًا ولاعب شطرنج ناجح. يحتوي كتابه «عن ألعاب الحظ»Liber de ludo aleae على أول علاج منهجي للاحتمال، وقد كُتب حوالي العام 1564، ولكنه لم يُنشر حتى عام 1663، وكذلك كقسم من طرق الغش المؤثرة. استعمل لعبة رمي النرد لفهم المبادئ الأساسية للاحتمالية. لقد برهن على فعالية تحديد الاحتمالات على أنها نسبة النتائج المواتية إلى النتائج غير المواتية (الذي يدل على أن احتمالية حدث تُعطى من قبل نسبة النتائج المواتية إلى المجموع الكلي للنتائج المحتملة). كان أيضًا يعلم بقاعدة التضاعف للأحداث المستقلة ولكنه لم يكن متأكدًا حول القيم التي يجب مضاعفتها.

## إسهاماتٌ أخرى
أدى عمل كاردانو مع الدويري التحتي به إلى حركة كاردان أو آلية تروس كاردان، التي يستخدم فيها زوجًا من التروس الصغيرة. كانت الصغرى بنصف حجم الكبرى، واستخدمت لتحويل الحركة الدورانية إلى الحركة الخطية بكفاءة ودقة أكبر من سكوتش يوك على سبيل المثال. وله الفضل أيضًا في اختراع التعليق الكارديني أو ذات المحورين.
قدم كاردانو عدة إسهامات للهيدروديناميكا، واعتبر الحركة الأبدية مستحيلة، ماعدا لدى الأجسام السماوية.
نشر موسوعتين عن العلوم الطبيعية، احتويتا على مجموعة واسعة من الاختراعات، الحقائق، والتخاريف الغامضة. وقدم أيضًا الشبكة الكاردانية، وهي أداة لتشفير الكتابة عام 1550.
نسب شخص الفضل في اختراع ما يُسمى بحلقات كاردانو إلى كاردانو، وتسمى أيضًا بالحلقات الصينية، ولكن من المحتمل أن تكون هذه الحلقات سابقة لكاردانو.
قال في تاريخ تعليم الصُم بشكل ملحوظ أن الأشخاص الصُم كانوا قادرين على استخدام عقولهم، ناقش أهمية تعليمهم، وكان من أوائل من صرَّحوا بأن بإمكان الناس الصُم تعلم القراءة والكتابة من دون تعلم كيفية التكلم أولًا. كان على دراية بتقرير رودولف أجريكولا بخصوص الصُم البُكم الذين تعلموا كيف يكتبون.

## روابط خارجية
- جيرولامو كاردانو على موقع الموسوعة البريطانية (الإنجليزية)
- جيرولامو كاردانو على موقع إن إن دي بي (الإنجليزية)